# Costa Rica-i strandlabdarúgó-válogatott
A Costa Rica-i strandlabdarúgó-válogatott Costa Ricát képviseli a nemzetközi strandlabdarúgó tornákon. A válogatott a Costa Rica-i labdarúgó-szövetség irányítása alatt áll.

## Jelenlegi keret
| # |  | Poszt | Név               |
| - |  | ----- | ----------------- |
| 1 |  | K     | Claudio Adanis    |
| 2 |  | V     | Andres Villegas   |
| 3 |  | V     | Jose Mendoza      |
| 4 |  | KP    | Alfredo Azuola    |
| 5 |  | CS    | Luis Jimenez      |
| 6 |  | KP    | Christian Sanchez |

| #  |  | Poszt | Név             |
| -- |  | ----- | --------------- |
| 7  |  | CS    | William Leon    |
| 8  |  | KP    | Jason Campos    |
| 9  |  | CS    | Greivin Pacheco |
| 10 |  | KP    | Danny Jonhson   |
| 11 |  | V     | Jossimar Downer |
| 12 |  | K     | Niels Fallas    |

Edző: Franklin Zuñiga

## Eredmények
- Strandlabdarúgó-világbajnokság Legjobb: 15. helyezés
  - 2009
- Strandlabdarúgó-világbajnokság selejtező (CONCACAF) Legjobb: 2. helyezés
  - 2009

## Fordítás
- Ez a szócikk részben vagy egészben  a   Costa Rica national beach soccer team című angol Wikipédia-szócikk fordításán alapul.  Az eredeti cikk szerkesztőit annak laptörténete sorolja fel. Ez a jelzés csupán a megfogalmazás eredetét és a szerzői jogokat jelzi, nem szolgál a cikkben szereplő információk forrásmegjelöléseként.